# Аргентина на зимових Олімпійських іграх 1948
Аргентина на зимових Олімпійських іграх 1948 року, які проходили в швейцарському місті Санкт-Моріц, була представлена 9 спортсменами (всі чоловіки) у двох видах спорту: бобслей та гірськолижний спорт.
Аргентина вдруге взяла участь у зимовій Олімпіаді. Аргентинські спортсмени не здобули жодної медалі.

## Гірськолижний спорт
| Спортсмен          | Змагання                   | Спуск 1        | Спуск 1 | Спуск 2 | Спуск 2 | Разом  | Разом |
| Спортсмен          | Змагання                   | Час            | Місце   | Час     | Місце   | Час    | Місце |
| ------------------ | -------------------------- | -------------- | ------- | ------- | ------- | ------ | ----- |
| Хуліо Сернуда      | швидкісний спуск, чоловіки |                |         |         |         | 4:46.4 | 95    |
| Пабло Росенкхер    | швидкісний спуск, чоловіки |                |         |         |         | 4:36.2 | 93    |
| Джино де Пеллегрін | швидкісний спуск, чоловіки |                |         |         |         | 4:25.2 | 91    |
| Отто Юнг           | швидкісний спуск, чоловіки |                |         |         |         | 4:09.3 | 85    |
| Луїс де Ріддер     | швидкісний спуск, чоловіки |                |         |         |         | 3:50.2 | 68    |
| Хусто дель Карріл  | швидкісний спуск, чоловіки |                |         |         |         | 3:46.2 | 63    |
| Отто Юнг           | слалом, чоловіки           | 1:54.1         | 56      | 1:21.6  | 46      | 3:15.7 | 53    |
| Пабло Росенкхер    | слалом, чоловіки           | 1:53.7 (+0:05) | 55      | 1:34.2  | 55      | 3:27.9 | 56    |
| Луїс де Ріддер     | слалом, чоловіки           | 1:32.2         | 44      | 1:20.2  | 41      | 2:52.4 | 42    |
| Джино де Пеллегрін | слалом, чоловіки           | 1:29.8         | 40      | 1:23.5  | 47      | 2:53.3 | 43    |

Комбінація
У дисципліні атлети робили два спуски у слаломі, до яких зараховувалися результати у швидкісному спуску з основних змагань.
| Спортсмени         | Слалом | Слалом | Слалом | Разом (швидкісний спуск + слалом) | Разом (швидкісний спуск + слалом) |
| Спортсмени         | Час 1  | Час 2  | Місце  | Бали                              | Місце                             |
| ------------------ | ------ | ------ | ------ | --------------------------------- | --------------------------------- |
| Луїс де Ріддер     | 2:46.3 | 1:20.9 | 67     | 80.11                             | 63                                |
| Пабло Росенкхер    | 1:45.3 | 1:34.6 | 59     | 84.62                             | 64                                |
| Отто Юнг           | 1:45.2 | 1:26.1 | 55     | 66.05                             | 56                                |
| Джино де Пеллегрін | 1:40.8 | 1:27.2 | 50     | 73.29                             | 60                                |

## Бобслей
| След  | Спортсмени                                                         | Дисципліна | Спуск 1 | Спуск 1 | Спуск 2 | Спуск 2 | Спуск 3 | Спуск 3 | Спуск 4 | Спуск 4 | Разом  | Разом |
| След  | Спортсмени                                                         | Дисципліна | Час     | Місце   | Час     | Місце   | Час     | Місце   | Час     | Місце   | Час    | Місце |
| ----- | ------------------------------------------------------------------ | ---------- | ------- | ------- | ------- | ------- | ------- | ------- | ------- | ------- | ------ | ----- |
| ARG-1 | Марцелло де Ріддер Ектор Томасі                                    | двійки     | 1:29.2  | 16      | 1:28.5  | 16      | 1:27.8  | 15      | 1:27.3  | 15      | 5:52.8 | 15    |
| ARG-1 | Хусто дель Карріл Сальвадор Корреа Марцелло де Ріддер Ектор Томасі | четвірки   | 1:20.5  | 12      | 1:23.4  | 12      | 1:24.5  | 12      | 1:24.5  | 10      | 5:32.9 | 12    |